# براح (مذيخرة)

تعديل مصدري - تعديل

براح هي إحدى قرى عزلة الأشعوب بمديرية مذيخرة التابعة لمحافظة إب، بلغ تعداد سكانها 114 نسمة حسب تعداد اليمن لعام 2004.